# فهرست شاخص‌های آزادی
فهرست شاخص‌های آزادی (انگلیسی: List of freedom indices) لیستی است از شاخص‌های آزادی تولید شده توسط چندین سازمان غیردولتی که ارزیابی و حفظ ارزیابی وضعیت آزادی در جهان را با توجه به تعاریف مختلف خود از اصطلاح، یا استفاده از معیارهای گوناگونی از آزادی، از جمله آزادی‌های مدنی، حقوق سیاسی و حقوق اقتصادی، منتشر می‌کنند.

## شاخص‌های برجسته
شاخص‌ها و ریشه‌های آن‌ها
- کانادا

آزادی اقتصادی شاخص جهانی گزارشی است که توسط مؤسسه فریزر مستقر در کانادا در ارتباط با شبکه آزادی اقتصادی. گروهی از مؤسسات تحقیقاتی و مؤسسات آموزشی مستقل در ۹۰ کشور و قلمرو در سراسر جهان منتشر شده‌است. این یک شاخص عددی است و نتایج آن در حال حاضر در جدول زیر گنجانده نشده‌است.
- کانادا، ایالات متحده آمریکا، آلمان

شاخص آزادی بشر، وضعیت آزادی بشر در جهان را براساس معیاری گسترده ارائه می‌دهد که آزادی فردی، مدنی و اقتصادی را در بر می‌گیرد. شاخص معیار وسیعی از آزادی انسان را ارائه می‌دهد که به عنوان فقدان محدودیت اجباری شناخته می‌شود. این گروه از ۷۹ شاخص متمایز آزادی فردی و اقتصادی استفاده می‌کند. این شاخص مناطق زیر را پوشش می‌دهد: حاکمیت قانون، امنیت و ایمنی، جنبش، دین، انجمن، جامعه مدنی، بیان، اندازه دولت، سیستم قانونی و حقوق مالکیت، دسترسی به پول صدا، آزادی تجارت بین‌الملل، و مقررات اعتبار، کار و تجارت. شاخص آزادی بشر در سال ۲۰۱۵ ایجاد شد و ۱۵۲ کشور را برای سال‌های ۲۰۰۸–۲۰۱۲ پوشش داد. شاخص آزادی بشر ۲۰۱۶ در نوامبر ۲۰۱۶ منتشر شد و ۱۵۹ کشور را برای سال‌های ۲۰۰۸ تا ۲۰۱۵ پوشش داد. این گزارش توسط مؤسسه کاتو، مؤسسه فریزر، و مؤسسه لیبرال‌ها (Liberales) در مؤسسه فردریش نومان برای آزادی منتشر شده‌است. نویسندگان گزارش، یان واسکوز و تانیا پورکنیک (Tanja Porcnik) هستند.
شاخص آزادی در جهان پیشاهنگ شاخص آزادی بشر بود. این مؤسسه آزادی‌های مدنی کلاسیک را اندازه‌گیری کرد و در سال ۲۰۱۳ توسط مؤسسه کانادایی فریزر، مؤسسه آلمانی لیبرال‌ها و مؤسسه کاتو ایالات‌متحده منتشر شد. این مسئله در حال حاضر در جدول زیر گنجانده نشده‌است.
- فرانسه

شاخص جهانی آزادی مطبوعات هر سال از سال ۲۰۰۲ منتشر می‌شود (به جز سال ۲۰۱۱ توسط گزارشگران بدون‌مرز مستقر در فرانسه). کشورها براساس معیارهای «وضعیت خوب»، «وضعیت رضایت‌بخش»، «مشکلات قابل‌توجه»، «وضعیت دشوار»، یا «وضعیت بسیار وخیم» ارزیابی می‌شوند.
- اسپانیا

شاخص جهانی آزادی اخلاقی در تاریخ ۲ آوریل ۲۰۱۶ توسط بنیاد پیشرفت آزادی، مستقر در مادرید، اسپانیا منتشر شد. این شاخص با پنج دسته از شاخص‌ها رتبه ۱۶۰ را دارد: آزادی مذهبی، آزادی bioethical، آزادی مواد مخدر، آزادی جنسی، خانواده و آزادی جنسیت. هدف از این شاخص برقراری درجه‌ای از آزادی فردی یا کنترل دولت بر تصمیمات مربوط به بحث‌های اخلاقی بزرگ زمان ما است.
- سوئد

مؤسسه ماکس رنج که توسط ماکس رنج (MaxRange) تأسیس شده‌است و توسط میکاییل سندبرگ و ماکس رنج و دانشمندان علوم سیاسی در دانشگاه هالمستد (Halmstad) سوئد حفظ شد، مجموعه‌ای از داده‌ها است که سطح دموکراسی کشورها و ساختار سازمانی کشورها را براساس درجه ۱۰۰۰ ارزیابی می‌کند. ارزش‌ها براساس سطح دموکراسی و پاسخگویی سیاسی، طبقه‌بندی می‌شوند. ماکس رنج ارزش مربوط به همه ایالت‌ها را هر ماه از ۱۷۸۹ تا زمان حاضر ارزیابی کرده‌است.
- انگلستان

شاخص دموکراسی که توسط واحد اطلاعات اقتصادی «اکونومیست» بریتانیا منتشر شده‌است، کارش ارزیابی دموکراسی کشورها است. کشورها به عنوان یک دموکراسی کامل، دموکراسی ناقص، رژیم‌های ترکیبی، یا رژیم‌های استبدادی رده‌بندی می‌شوند. «دموکراسی کامل»، «دموکراسی ناقص»، و «رژیم‌های مخلوط» در نظر گرفته می‌شوند، و کشورهای استبدادی به عنوان دیکتاتوری در نظر گرفته می‌شوند. شاخص بر ۶۰ شاخص گروه‌بندی شده در پنج مقوله متفاوت، کثرت‌گرایی، آزادی‌های مدنی، و فرهنگ سیاسی استوار است.
- ایالات متحده آمریکا

پروژه داده حقوق بشر CIRI گستره‌ای از حقوق بشر، حقوق مدنی، حقوق زنان و حقوق کارگران را ارزیابی می‌کند. این دانشگاه در سال ۱۹۹۴ تأسیس شد و اکنون میزبان دانشگاه می‌باشد. در گزارش ۲۰۱۱ خود، ایالات‌متحده در جایگاه سی و هشتم حقوق بشر قرار داشت.
آزادی در جهان که هر سال از سال ۱۹۷۲ به وسیله خانه آزادی مستقر در ایالات‌متحده منتشر می‌شود، کشورها را با حقوق سیاسی و آزادی‌های مدنی که از معیار جهانی حقوق بشر مشتق شده‌اند، رتبه‌بندی می‌کند. کشورها به «آزاد» و «تا حدودی آزاد» ارزیابی می‌شوند.
«آزادی رسانه‌ها» گزارشی است که هر سال از سال ۱۹۸۰ توسط «خانه آزادی» منتشر می‌شود.
شاخص آزادی اقتصادی، گزارشی سالانه است که توسط مجله وال استریت و بنیاد میراث فرهنگی آمریکا منتشر می‌شود. کشورها به صورت آزاد، عمدتاً آزاد، نسبتاً آزاد، عمدتاً غیر آزاد، و سرکوب ارزیابی می‌شوند.

## ارزیابی سالانه
در اینجا یک جدول ارزیابی براساس سه شاخص برای اکثر کشورهای جهان آورده شده‌است. برای رتبه‌بندی دقیق به جای ارزیابی، به مقالات شاخص فردی مراجعه کنید.

رتبه‌بندی کشورها از آزادی توسط خانه آزادی در سال ۲۰۱۸ در مورد وضعیت آزادی جهانی در سال ۲۰۱۷[۱۱]
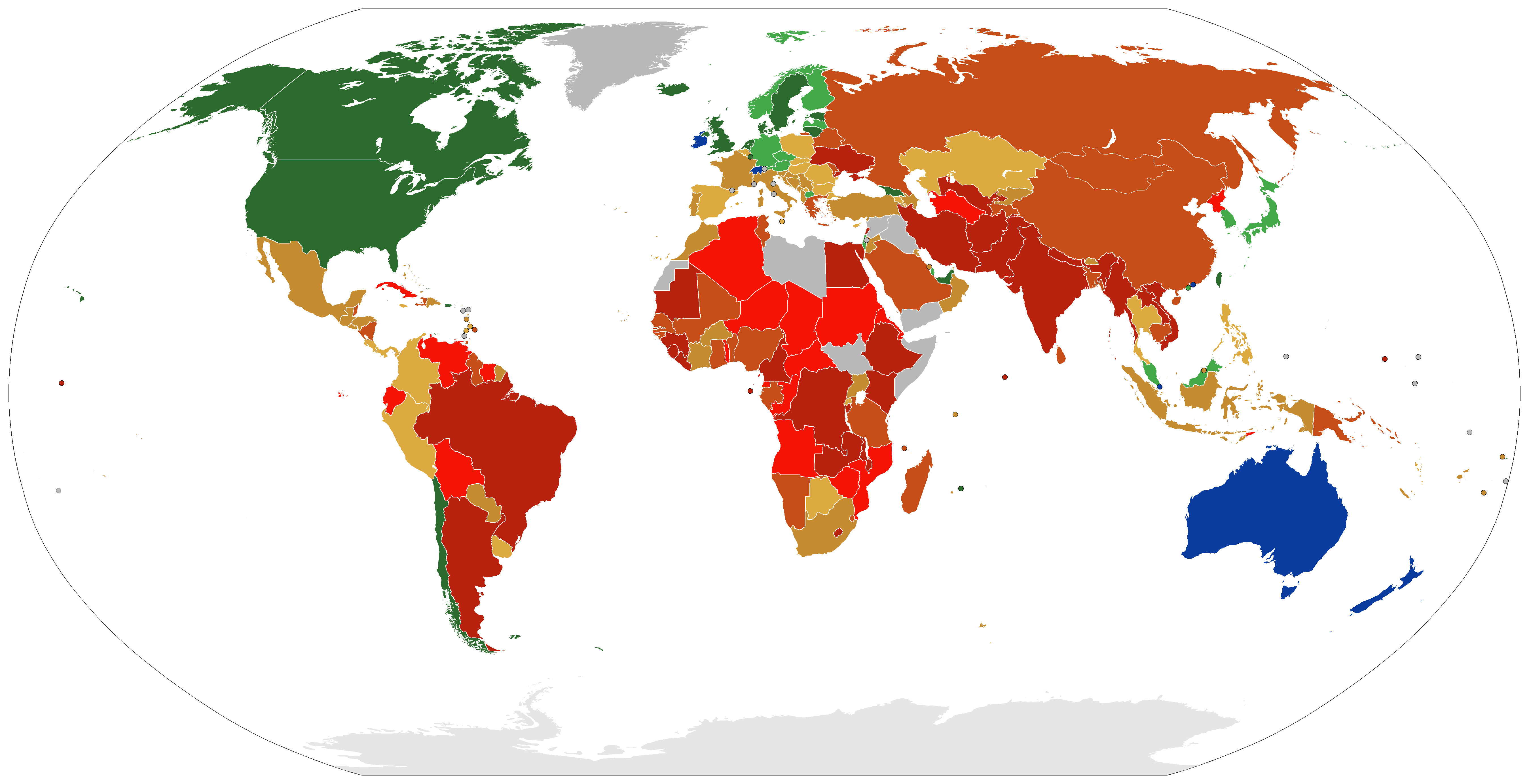
سال ۲۰۱۸ شاخص آزادی اقتصادی.[۱۰] منبع: بنیاد میراث و وال استریت ژورنال
وضعیت جهانی آزادی مطبوعات در سال ۲۰۱۸ براساس گزارش گزارشگران بدون‌مرز
نقشه شاخص دموکراسی در سال ۲۰۱۷ با توجه به واحد اطلاعات اکونومیست]

| فهرست مطالب        | معیار        | معیار        | معیار        | معیار        | معیار        | معیار        | معیار        | معیار        | معیار        | معیار        | معیار        | معیار        | معیار           | معیار           | معیار           | معیار           | معیار           | معیار           | معیار           | معیار           | معیار           | معیار           | معیار           | معیار           | معیار            | معیار            | معیار            | معیار            | معیار            | معیار            | معیار            | معیار            | معیار            | معیار            | معیار            | معیار            | معیار         | معیار         | معیار         | معیار         | معیار         | معیار         | معیار         | معیار         | معیار         | معیار         | معیار         | معیار         | معیار            | معیار            | معیار            | معیار            | معیار            | معیار            | معیار            | معیار            | معیار            | معیار            | معیار            | معیار            |
| ------------------ | ------------ | ------------ | ------------ | ------------ | ------------ | ------------ | ------------ | ------------ | ------------ | ------------ | ------------ | ------------ | --------------- | --------------- | --------------- | --------------- | --------------- | --------------- | --------------- | --------------- | --------------- | --------------- | --------------- | --------------- | ---------------- | ---------------- | ---------------- | ---------------- | ---------------- | ---------------- | ---------------- | ---------------- | ---------------- | ---------------- | ---------------- | ---------------- | ------------- | ------------- | ------------- | ------------- | ------------- | ------------- | ------------- | ------------- | ------------- | ------------- | ------------- | ------------- | ---------------- | ---------------- | ---------------- | ---------------- | ---------------- | ---------------- | ---------------- | ---------------- | ---------------- | ---------------- | ---------------- | ---------------- |
| آزادی در جهان      | آزاد         | آزاد         | آزاد         | آزاد         | آزاد         | آزاد         | آزاد         | آزاد         | آزاد         | آزاد         | آزاد         | آزاد         | آزاد            | آزاد            | آزاد            | آزاد            | آزاد            | آزاد            | آزاد            | آزاد            | تا حدودی آزاد   | تا حدودی آزاد   | تا حدودی آزاد   | تا حدودی آزاد   | تا حدودی آزاد    | تا حدودی آزاد    | تا حدودی آزاد    | تا حدودی آزاد    | تا حدودی آزاد    | تا حدودی آزاد    | تا حدودی آزاد    | تا حدودی آزاد    | تا حدودی آزاد    | تا حدودی آزاد    | تا حدودی آزاد    | تا حدودی آزاد    | تا حدودی آزاد | تا حدودی آزاد | تا حدودی آزاد | تا حدودی آزاد | غیر آزاد      | غیر آزاد      | غیر آزاد      | غیر آزاد      | غیر آزاد      | غیر آزاد      | غیر آزاد      | غیر آزاد      | غیر آزاد         | غیر آزاد         | غیر آزاد         | غیر آزاد         | غیر آزاد         | غیر آزاد         | غیر آزاد         | غیر آزاد         | غیر آزاد         | غیر آزاد         | غیر آزاد         | غیر آزاد         |
| شاخص آزادی اقتصادی | آزاد         | آزاد         | آزاد         | آزاد         | آزاد         | آزاد         | آزاد         | آزاد         | آزاد         | آزاد         | آزاد         | آزاد         | بیشتر آزاد است. | بیشتر آزاد است. | بیشتر آزاد است. | بیشتر آزاد است. | بیشتر آزاد است. | بیشتر آزاد است. | بیشتر آزاد است. | بیشتر آزاد است. | بیشتر آزاد است. | بیشتر آزاد است. | بیشتر آزاد است. | بیشتر آزاد است. | نیمه آزاد        | نیمه آزاد        | نیمه آزاد        | نیمه آزاد        | نیمه آزاد        | نیمه آزاد        | نیمه آزاد        | نیمه آزاد        | نیمه آزاد        | نیمه آزاد        | نیمه آزاد        | نیمه آزاد        | خیلی غیر آزاد | خیلی غیر آزاد | خیلی غیر آزاد | خیلی غیر آزاد | خیلی غیر آزاد | خیلی غیر آزاد | خیلی غیر آزاد | خیلی غیر آزاد | خیلی غیر آزاد | خیلی غیر آزاد | خیلی غیر آزاد | خیلی غیر آزاد | سرکوب شده        | سرکوب شده        | سرکوب شده        | سرکوب شده        | سرکوب شده        | سرکوب شده        | سرکوب شده        | سرکوب شده        | سرکوب شده        | سرکوب شده        | سرکوب شده        | سرکوب شده        |
| شاخص آزادی مطبوعات | وضعیت خوب    | وضعیت خوب    | وضعیت خوب    | وضعیت خوب    | وضعیت خوب    | وضعیت خوب    | وضعیت خوب    | وضعیت خوب    | وضعیت خوب    | وضعیت خوب    | وضعیت خوب    | وضعیت خوب    | وضعیت رضایتبخش  | وضعیت رضایتبخش  | وضعیت رضایتبخش  | وضعیت رضایتبخش  | وضعیت رضایتبخش  | وضعیت رضایتبخش  | وضعیت رضایتبخش  | وضعیت رضایتبخش  | وضعیت رضایتبخش  | وضعیت رضایتبخش  | وضعیت رضایتبخش  | وضعیت رضایتبخش  | مشکلات قابل توجه | مشکلات قابل توجه | مشکلات قابل توجه | مشکلات قابل توجه | مشکلات قابل توجه | مشکلات قابل توجه | مشکلات قابل توجه | مشکلات قابل توجه | مشکلات قابل توجه | مشکلات قابل توجه | مشکلات قابل توجه | مشکلات قابل توجه | شرایط سخت     | شرایط سخت     | شرایط سخت     | شرایط سخت     | شرایط سخت     | شرایط سخت     | شرایط سخت     | شرایط سخت     | شرایط سخت     | شرایط سخت     | شرایط سخت     | شرایط سخت     | شرایط بسیار وخیم | شرایط بسیار وخیم | شرایط بسیار وخیم | شرایط بسیار وخیم | شرایط بسیار وخیم | شرایط بسیار وخیم | شرایط بسیار وخیم | شرایط بسیار وخیم | شرایط بسیار وخیم | شرایط بسیار وخیم | شرایط بسیار وخیم | شرایط بسیار وخیم |
| شاخص دمکراسی       | دمکراسی کامل | دمکراسی کامل | دمکراسی کامل | دمکراسی کامل | دمکراسی کامل | دمکراسی کامل | دمکراسی کامل | دمکراسی کامل | دمکراسی کامل | دمکراسی کامل | دمکراسی کامل | دمکراسی کامل | دمکراسی کامل    | دمکراسی کامل    | دمکراسی کامل    | نقض دمکراسی     | نقض دمکراسی     | نقض دمکراسی     | نقض دمکراسی     | نقض دمکراسی     | نقض دمکراسی     | نقض دمکراسی     | نقض دمکراسی     | نقض دمکراسی     | نقض دمکراسی      | نقض دمکراسی      | نقض دمکراسی      | نقض دمکراسی      | نقض دمکراسی      | نقض دمکراسی      | غیر یکدست        | غیر یکدست        | غیر یکدست        | غیر یکدست        | غیر یکدست        | غیر یکدست        | غیر یکدست     | غیر یکدست     | غیر یکدست     | غیر یکدست     | غیر یکدست     | غیر یکدست     | غیر یکدست     | غیر یکدست     | غیر یکدست     | رژیم استبدادی | رژیم استبدادی | رژیم استبدادی | رژیم استبدادی    | رژیم استبدادی    | رژیم استبدادی    | رژیم استبدادی    | رژیم استبدادی    | رژیم استبدادی    | رژیم استبدادی    | رژیم استبدادی    | رژیم استبدادی    | رژیم استبدادی    | رژیم استبدادی    | رژیم استبدادی    |

## فهرست براساس کشور
| کشور                   | آزادی در جهان ۲۰۱۸   | شاخص آزادی اقتصادی سال ۲۰۱۸ | شاخص آزادی مطبوعات ۲۰۱۸ | شاخص دموکراسی ۲۰۱۷   |
| ---------------------- | -------------------- | --------------------------- | ----------------------- | -------------------- |
| آبخاز                  | تا حدودی آزاد        | اطلاعاتی در دست نیست        | اطلاعاتی در دست نیست    | اطلاعاتی در دست نیست |
| افغانستان              | غیر آزاد             | خیلی غیر آزاد               | شرایط سخت               | رژیم استبدادی        |
| آلبانی                 | تا حدودی آزاد        | نیمه آزاد                   | مشکلات قابل توجه        | غیر یکدست            |
| الجزایر                | غیر آزاد             | سرکوب شده                   | شرایط سخت               | رژیم استبدادی        |
| آندورا                 | آزاد                 | اطلاعاتی در دست نیست        | وضعیت رضایتبخش          | اطلاعاتی در دست نیست |
| آنگولا                 | غیر آزاد             | سرکوب شده                   | شرایط سخت               | رژیم استبدادی        |
| آنتیگوآ و باربودا      | آزاد                 | اطلاعاتی در دست نیست        | وضعیت رضایتبخش          | اطلاعاتی در دست نیست |
| آرژانتین               | آزاد                 | خیلی غیر آزاد               | مشکلات قابل توجه        | نقض دمکراسی          |
| ارمنستان               | تا حدودی آزاد        | نیمه آزاد                   | مشکلات قابل توجه        | غیر یکدست            |
| استرالیا               | آزاد                 | آزاد                        | وضعیت رضایتبخش          | دمکراسی کامل         |
| اتریش                  | آزاد                 | بیشتر آزاد است.             | وضعیت خوب               | دمکراسی کامل         |
| جمهوری آذربایجان       | غیر آزاد             | نیمه آزاد                   | شرایط بسیار وخیم        | رژیم استبدادی        |
| باهاما                 | آزاد                 | نیمه آزاد                   | وضعیت رضایتبخش          | اطلاعاتی در دست نیست |
| بحرین                  | غیر آزاد             | نیمه آزاد                   | شرایط بسیار وخیم        | رژیم استبدادی        |
| بنگلادش                | تا حدودی آزاد        | خیلی غیر آزاد               | شرایط سخت               | غیر یکدست            |
| باربادوس               | آزاد                 | خیلی غیر آزاد               | وضعیت رضایتبخش          | اطلاعاتی در دست نیست |
| بلاروس                 | غیر آزاد             | خیلی غیر آزاد               | شرایط سخت               | رژیم استبدادی        |
| بلژیک                  | آزاد                 | نیمه آزاد                   | وضعیت خوب               | نقض دمکراسی          |
| بلیز                   | آزاد                 | خیلی غیر آزاد               | وضعیت رضایتبخش          | اطلاعاتی در دست نیست |
| بنین                   | آزاد                 | خیلی غیر آزاد               | مشکلات قابل توجه        | غیر یکدست            |
| بوتان (کشور)           | تا حدودی آزاد        | نیمه آزاد                   | مشکلات قابل توجه        | غیر یکدست            |
| بولیوی                 | تا حدودی آزاد        | سرکوب شده                   | مشکلات قابل توجه        | غیر یکدست            |
| بوسنی و هرزگوین        | تا حدودی آزاد        | نیمه آزاد                   | مشکلات قابل توجه        | غیر یکدست            |
| بوتسوانا               | آزاد                 | نیمه آزاد                   | مشکلات قابل توجه        | نقض دمکراسی          |
| برزیل                  | آزاد                 | خیلی غیر آزاد               | مشکلات قابل توجه        | نقض دمکراسی          |
| برونئی                 | غیر آزاد             | نیمه آزاد                   | شرایط سخت               | اطلاعاتی در دست نیست |
| بلغارستان              | آزاد                 | نیمه آزاد                   | شرایط سخت               | نقض دمکراسی          |
| بورکینافاسو            | تا حدودی آزاد        | نیمه آزاد                   | وضعیت رضایتبخش          | غیر یکدست            |
| میانمار                | تا حدودی آزاد        | خیلی غیر آزاد               | شرایط سخت               | رژیم استبدادی        |
| بوروندی                | غیر آزاد             | خیلی غیر آزاد               | شرایط بسیار وخیم        | رژیم استبدادی        |
| کامبوج                 | غیر آزاد             | خیلی غیر آزاد               | شرایط سخت               | رژیم استبدادی        |
| کامرون                 | غیر آزاد             | خیلی غیر آزاد               | شرایط سخت               | رژیم استبدادی        |
| کانادا                 | آزاد                 | بیشتر آزاد است.             | وضعیت رضایتبخش          | دمکراسی کامل         |
| کیپ ورد                | آزاد                 | نیمه آزاد                   | وضعیت رضایتبخش          | نقض دمکراسی          |
| جمهوری آفریقای مرکزی   | غیر آزاد             | سرکوب شده                   | شرایط سخت               | رژیم استبدادی        |
| چاد                    | غیر آزاد             | سرکوب شده                   | شرایط سخت               | رژیم استبدادی        |
| شیلی                   | آزاد                 | بیشتر آزاد است.             | وضعیت رضایتبخش          | نقض دمکراسی          |
| چین                    | غیر آزاد             | خیلی غیر آزاد               | شرایط بسیار وخیم        | رژیم استبدادی        |
| کلمبیا                 | تا حدودی آزاد        | نیمه آزاد                   | شرایط سخت               | نقض دمکراسی          |
| کومور                  | تا حدودی آزاد        | خیلی غیر آزاد               | مشکلات قابل توجه        | رژیم استبدادی        |
| کاستاریکا              | آزاد                 | نیمه آزاد                   | وضعیت خوب               | نقض دمکراسی          |
| جمهوری دموکراتیک کنگو  | غیر آزاد             | خیلی غیر آزاد               | شرایط سخت               | رژیم استبدادی        |
| جمهوری کنگو            | غیر آزاد             | سرکوب شده                   | شرایط سخت               | رژیم استبدادی        |
| کرواسی                 | آزاد                 | نیمه آزاد                   | مشکلات قابل توجه        | نقض دمکراسی          |
| کوبا                   | غیر آزاد             | سرکوب شده                   | شرایط بسیار وخیم        | رژیم استبدادی        |
| قبرس                   | آزاد                 | نیمه آزاد                   | وضعیت رضایتبخش          | نقض دمکراسی          |
| جمهوری چک              | آزاد                 | بیشتر آزاد است.             | وضعیت رضایتبخش          | نقض دمکراسی          |
| دانمارک                | آزاد                 | بیشتر آزاد است.             | وضعیت خوب               | دمکراسی کامل         |
| جیبوتی                 | غیر آزاد             | سرکوب شده                   | شرایط بسیار وخیم        | رژیم استبدادی        |
| دومینیکا               | آزاد                 | نیمه آزاد                   | وضعیت رضایتبخش          | اطلاعاتی در دست نیست |
| جمهوری دومینیکن        | تا حدودی آزاد        | نیمه آزاد                   | مشکلات قابل توجه        | نقض دمکراسی          |
| تیمور شرقی             | آزاد                 | سرکوب شده                   | مشکلات قابل توجه        | نقض دمکراسی          |
| اکوادور                | تا حدودی آزاد        | سرکوب شده                   | مشکلات قابل توجه        | نقض دمکراسی          |
| مصر                    | غیر آزاد             | خیلی غیر آزاد               | شرایط بسیار وخیم        | رژیم استبدادی        |
| السالوادور             | آزاد                 | نیمه آزاد                   | مشکلات قابل توجه        | نقض دمکراسی          |
| گینه استوایی           | غیر آزاد             | سرکوب شده                   | شرایط بسیار وخیم        | رژیم استبدادی        |
| اریتره                 | غیر آزاد             | سرکوب شده                   | شرایط بسیار وخیم        | رژیم استبدادی        |
| استونی                 | آزاد                 | بیشتر آزاد است.             | وضعیت خوب               | نقض دمکراسی          |
| اتیوپی                 | غیر آزاد             | خیلی غیر آزاد               | شرایط سخت               | رژیم استبدادی        |
| فیجی                   | تا حدودی آزاد        | نیمه آزاد                   | مشکلات قابل توجه        | غیر یکدست            |
| فنلاند                 | آزاد                 | بیشتر آزاد است.             | وضعیت خوب               | دمکراسی کامل         |
| فرانسه                 | آزاد                 | نیمه آزاد                   | وضعیت رضایتبخش          | نقض دمکراسی          |
| گابن                   | غیر آزاد             | خیلی غیر آزاد               | مشکلات قابل توجه        | رژیم استبدادی        |
| گامبیا                 | تا حدودی آزاد        | خیلی غیر آزاد               | شرایط سخت               | غیر یکدست            |
| نوار غزه               | غیر آزاد             | اطلاعاتی در دست نیست        | شرایط سخت               | اطلاعاتی در دست نیست |
| گرجستان                | تا حدودی آزاد        | بیشتر آزاد است.             | مشکلات قابل توجه        | غیر یکدست            |
| آلمان                  | آزاد                 | بیشتر آزاد است.             | وضعیت خوب               | دمکراسی کامل         |
| غنا                    | آزاد                 | خیلی غیر آزاد               | وضعیت رضایتبخش          | نقض دمکراسی          |
| یونان                  | آزاد                 | خیلی غیر آزاد               | مشکلات قابل توجه        | نقض دمکراسی          |
| گرنادا                 | آزاد                 | اطلاعاتی در دست نیست        | وضعیت رضایتبخش          | اطلاعاتی در دست نیست |
| گواتمالا               | تا حدودی آزاد        | نیمه آزاد                   | شرایط سخت               | غیر یکدست            |
| گینه                   | تا حدودی آزاد        | خیلی غیر آزاد               | مشکلات قابل توجه        | رژیم استبدادی        |
| گینه بیسائو            | تا حدودی آزاد        | خیلی غیر آزاد               | مشکلات قابل توجه        | رژیم استبدادی        |
| گویان                  | آزاد                 | خیلی غیر آزاد               | مشکلات قابل توجه        | نقض دمکراسی          |
| هائیتی                 | تا حدودی آزاد        | خیلی غیر آزاد               | مشکلات قابل توجه        | غیر یکدست            |
| هندوراس                | تا حدودی آزاد        | نیمه آزاد                   | شرایط سخت               | غیر یکدست            |
| هنگ کنگ                | تا حدودی آزاد        | آزاد                        | مشکلات قابل توجه        | نقض دمکراسی          |
| مجارستان               | آزاد                 | نیمه آزاد                   | مشکلات قابل توجه        | نقض دمکراسی          |
| ایسلند                 | آزاد                 | بیشتر آزاد است.             | وضعیت خوب               | دمکراسی کامل         |
| هند                    | آزاد                 | خیلی غیر آزاد               | شرایط سخت               | نقض دمکراسی          |
| اندونزی                | تا حدودی آزاد        | نیمه آزاد                   | شرایط سخت               | نقض دمکراسی          |
| ایران                  | خیلی غیر آزاد        | سرکوب شده                   | شرایط بسیار وخیم        | رژیم استبدادی        |
| عراق                   | غیر آزاد             | اطلاعاتی در دست نیست        | شرایط بسیار وخیم        | غیر یکدست            |
| جمهوری ایرلند          | آزاد                 | آزاد                        | وضعیت خوب               | دمکراسی کامل         |
| اسرائیل                | آزاد                 | بیشتر آزاد است.             | مشکلات قابل توجه        | نقض دمکراسی          |
| ایتالیا                | آزاد                 | نیمه آزاد                   | وضعیت رضایتبخش          | نقض دمکراسی          |
| ساحل عاج               | تا حدودی آزاد        | نیمه آزاد                   | مشکلات قابل توجه        | رژیم استبدادی        |
| جامائیکا               | آزاد                 | نیمه آزاد                   | وضعیت خوب               | نقض دمکراسی          |
| ژاپن                   | آزاد                 | بیشتر آزاد است.             | مشکلات قابل توجه        | نقض دمکراسی          |
| اردن                   | تا حدودی آزاد        | نیمه آزاد                   | شرایط سخت               | رژیم استبدادی        |
| قزاقستان               | غیر آزاد             | نیمه آزاد                   | شرایط سخت               | رژیم استبدادی        |
| کنیا                   | تا حدودی آزاد        | خیلی غیر آزاد               | مشکلات قابل توجه        | غیر یکدست            |
| کیریباتی               | آزاد                 | خیلی غیر آزاد               | اطلاعاتی در دست نیست    | اطلاعاتی در دست نیست |
| کره شمالی              | غیر آزاد             | سرکوب شده                   | شرایط بسیار وخیم        | رژیم استبدادی        |
| کره جنوبی              | آزاد                 | بیشتر آزاد است.             | وضعیت رضایتبخش          | نقض دمکراسی          |
| کوزوو                  | تا حدودی آزاد        | نیمه آزاد                   | مشکلات قابل توجه        | اطلاعاتی در دست نیست |
| کویت                   | تا حدودی آزاد        | نیمه آزاد                   | مشکلات قابل توجه        | رژیم استبدادی        |
| قرقیزستان              | تا حدودی آزاد        | نیمه آزاد                   | مشکلات قابل توجه        | غیر یکدست            |
| لائوس                  | غیر آزاد             | خیلی غیر آزاد               | شرایط بسیار وخیم        | رژیم استبدادی        |
| لتونی                  | آزاد                 | بیشتر آزاد است.             | وضعیت رضایتبخش          | نقض دمکراسی          |
| لبنان                  | تا حدودی آزاد        | خیلی غیر آزاد               | مشکلات قابل توجه        | غیر یکدست            |
| لسوتو                  | تا حدودی آزاد        | خیلی غیر آزاد               | مشکلات قابل توجه        | نقض دمکراسی          |
| لیبریا                 | تا حدودی آزاد        | خیلی غیر آزاد               | مشکلات قابل توجه        | غیر یکدست            |
| لیبی                   | غیر آزاد             | اطلاعاتی در دست نیست        | شرایط بسیار وخیم        | رژیم استبدادی        |
| لیختن‌اشتاین            | آزاد                 | اطلاعاتی در دست نیست        | وضعیت رضایتبخش          | اطلاعاتی در دست نیست |
| لیتوانی                | آزاد                 | بیشتر آزاد است.             | وضعیت رضایتبخش          | نقض دمکراسی          |
| لوکزامبورگ             | آزاد                 | بیشتر آزاد است.             | وضعیت خوب               | دمکراسی کامل         |
| ماکائو                 | اطلاعاتی در دست نیست | بیشتر آزاد است.             | اطلاعاتی در دست نیست    | اطلاعاتی در دست نیست |
| مقدونیه شمالی          | تا حدودی آزاد        | بیشتر آزاد است.             | مشکلات قابل توجه        | غیر یکدست            |
| ماداگاسکار             | تا حدودی آزاد        | خیلی غیر آزاد               | مشکلات قابل توجه        | غیر یکدست            |
| مالاوی                 | تا حدودی آزاد        | خیلی غیر آزاد               | مشکلات قابل توجه        | غیر یکدست            |
| مالزی                  | تا حدودی آزاد        | بیشتر آزاد است.             | شرایط سخت               | نقض دمکراسی          |
| مالدیو                 | تا حدودی آزاد        | خیلی غیر آزاد               | شرایط سخت               | اطلاعاتی در دست نیست |
| مالی                   | تا حدودی آزاد        | خیلی غیر آزاد               | شرایط سخت               | غیر یکدست            |
| مالت                   | آزاد                 | نیمه آزاد                   | مشکلات قابل توجه        | دمکراسی کامل         |
| جزایر مارشال           | آزاد                 | اطلاعاتی در دست نیست        | اطلاعاتی در دست نیست    | اطلاعاتی در دست نیست |
| موریتانی               | غیر آزاد             | خیلی غیر آزاد               | مشکلات قابل توجه        | رژیم استبدادی        |
| موریس                  | آزاد                 | بیشتر آزاد است.             | مشکلات قابل توجه        | دمکراسی کامل         |
| مکزیک                  | تا حدودی آزاد        | نیمه آزاد                   | شرایط سخت               | نقض دمکراسی          |
| ایالات فدرال میکرونزی  | آزاد                 | خیلی غیر آزاد               | اطلاعاتی در دست نیست    | اطلاعاتی در دست نیست |
| مولدووا                | تا حدودی آزاد        | خیلی غیر آزاد               | مشکلات قابل توجه        | غیر یکدست            |
| موناکو                 | آزاد                 | اطلاعاتی در دست نیست        | اطلاعاتی در دست نیست    | اطلاعاتی در دست نیست |
| مغولستان               | آزاد                 | خیلی غیر آزاد               | مشکلات قابل توجه        | نقض دمکراسی          |
| مونته‌نگرو              | تا حدودی آزاد        | نیمه آزاد                   | مشکلات قابل توجه        | غیر یکدست            |
| مراکش                  | تا حدودی آزاد        | نیمه آزاد                   | شرایط سخت               | غیر یکدست            |
| موزامبیک               | تا حدودی آزاد        | سرکوب شده                   | مشکلات قابل توجه        | غیر یکدست            |
| جمهوری آرتساخ          | تا حدودی آزاد        | اطلاعاتی در دست نیست        | اطلاعاتی در دست نیست    | اطلاعاتی در دست نیست |
| نامیبیا                | آزاد                 | خیلی غیر آزاد               | وضعیت رضایتبخش          | نقض دمکراسی          |
| نائورو                 | آزاد                 | اطلاعاتی در دست نیست        | اطلاعاتی در دست نیست    | اطلاعاتی در دست نیست |
| نپال                   | تا حدودی آزاد        | خیلی غیر آزاد               | مشکلات قابل توجه        | غیر یکدست            |
| هلند                   | آزاد                 | بیشتر آزاد است.             | وضعیت خوب               | دمکراسی کامل         |
| نیوزیلند               | آزاد                 | آزاد                        | وضعیت خوب               | دمکراسی کامل         |
| نیکاراگوئه             | تا حدودی آزاد        | خیلی غیر آزاد               | مشکلات قابل توجه        | غیر یکدست            |
| نیجر                   | تا حدودی آزاد        | سرکوب شده                   | مشکلات قابل توجه        | رژیم استبدادی        |
| نیجریه                 | تا حدودی آزاد        | خیلی غیر آزاد               | شرایط سخت               | غیر یکدست            |
| قبرس شمالی             | آزاد                 | اطلاعاتی در دست نیست        | مشکلات قابل توجه        | اطلاعاتی در دست نیست |
| نروژ                   | آزاد                 | بیشتر آزاد است.             | وضعیت خوب               | دمکراسی کامل         |
| عمان                   | غیر آزاد             | نیمه آزاد                   | شرایط سخت               | رژیم استبدادی        |
| پاکستان                | تا حدودی آزاد        | خیلی غیر آزاد               | شرایط سخت               | غیر یکدست            |
| پالائو                 | آزاد                 | اطلاعاتی در دست نیست        | اطلاعاتی در دست نیست    | اطلاعاتی در دست نیست |
| فلسطین                 | غیر آزاد             | اطلاعاتی در دست نیست        | شرایط سخت               | غیر یکدست            |
| پاناما                 | آزاد                 | نیمه آزاد                   | مشکلات قابل توجه        | نقض دمکراسی          |
| پاپوآ گینه نو          | تا حدودی آزاد        | خیلی غیر آزاد               | مشکلات قابل توجه        | نقض دمکراسی          |
| پاراگوئه               | تا حدودی آزاد        | نیمه آزاد                   | مشکلات قابل توجه        | نقض دمکراسی          |
| پرو                    | آزاد                 | نیمه آزاد                   | مشکلات قابل توجه        | نقض دمکراسی          |
| فیلیپین                | تا حدودی آزاد        | نیمه آزاد                   | شرایط سخت               | نقض دمکراسی          |
| لهستان                 | آزاد                 | نیمه آزاد                   | مشکلات قابل توجه        | نقض دمکراسی          |
| پرتغال                 | آزاد                 | نیمه آزاد                   | وضعیت خوب               | نقض دمکراسی          |
| قطر                    | غیر آزاد             | بیشتر آزاد است.             | شرایط سخت               | رژیم استبدادی        |
| رومانی                 | آزاد                 | نیمه آزاد                   | وضعیت رضایتبخش          | نقض دمکراسی          |
| روسیه                  | غیر آزاد             | خیلی غیر آزاد               | شرایط سخت               | رژیم استبدادی        |
| رواندا                 | غیر آزاد             | نیمه آزاد                   | شرایط سخت               | رژیم استبدادی        |
| سنت کیتس و نویس        | آزاد                 | اطلاعاتی در دست نیست        | وضعیت رضایتبخش          | اطلاعاتی در دست نیست |
| سنت لوسیا              | آزاد                 | نیمه آزاد                   | وضعیت رضایتبخش          | اطلاعاتی در دست نیست |
| سنت وینسنت و گرنادین‌ها | آزاد                 | نیمه آزاد                   | وضعیت رضایتبخش          | اطلاعاتی در دست نیست |
| ساموآ                  | آزاد                 | نیمه آزاد                   | وضعیت رضایتبخش          | اطلاعاتی در دست نیست |
| سان مارینو             | آزاد                 | اطلاعاتی در دست نیست        | اطلاعاتی در دست نیست    | اطلاعاتی در دست نیست |
| سائوتومه و پرنسیپ      | آزاد                 | خیلی غیر آزاد               | اطلاعاتی در دست نیست    | اطلاعاتی در دست نیست |
| عربستان سعودی          | غیر آزاد             | خیلی غیر آزاد               | شرایط بسیار وخیم        | رژیم استبدادی        |
| سنگال                  | آزاد                 | خیلی غیر آزاد               | مشکلات قابل توجه        | نقض دمکراسی          |
| صربستان                | آزاد                 | نیمه آزاد                   | مشکلات قابل توجه        | نقض دمکراسی          |
| سیشل                   | تا حدودی آزاد        | نیمه آزاد                   | مشکلات قابل توجه        | اطلاعاتی در دست نیست |
| سیرالئون               | تا حدودی آزاد        | خیلی غیر آزاد               | مشکلات قابل توجه        | غیر یکدست            |
| سنگاپور                | تا حدودی آزاد        | آزاد                        | شرایط سخت               | نقض دمکراسی          |
| اسلواکی                | آزاد                 | نیمه آزاد                   | وضعیت رضایتبخش          | نقض دمکراسی          |
| اسلوونی                | آزاد                 | نیمه آزاد                   | وضعیت رضایتبخش          | نقض دمکراسی          |
| جزایر سلیمان           | آزاد                 | خیلی غیر آزاد               | اطلاعاتی در دست نیست    | اطلاعاتی در دست نیست |
| سومالی                 | غیر آزاد             | اطلاعاتی در دست نیست        | شرایط بسیار وخیم        | اطلاعاتی در دست نیست |
| سومالی‌لند              | تا حدودی آزاد        | اطلاعاتی در دست نیست        | اطلاعاتی در دست نیست    | اطلاعاتی در دست نیست |
| آفریقای جنوبی          | آزاد                 | نیمه آزاد                   | وضعیت رضایتبخش          | نقض دمکراسی          |
| اوستیای جنوبی          | غیر آزاد             | اطلاعاتی در دست نیست        | اطلاعاتی در دست نیست    | اطلاعاتی در دست نیست |
| سودان جنوبی            | غیر آزاد             | اطلاعاتی در دست نیست        | شرایط سخت               | اطلاعاتی در دست نیست |
| اسپانیا                | آزاد                 | نیمه آزاد                   | وضعیت رضایتبخش          | دمکراسی کامل         |
| سری‌لانکا               | تا حدودی آزاد        | خیلی غیر آزاد               | شرایط سخت               | نقض دمکراسی          |
| سودان                  | غیر آزاد             | سرکوب شده                   | شرایط بسیار وخیم        | رژیم استبدادی        |
| سورینام                | آزاد                 | سرکوب شده                   | وضعیت رضایتبخش          | نقض دمکراسی          |
| اسواتینی               | غیر آزاد             | خیلی غیر آزاد               | شرایط سخت               | رژیم استبدادی        |
| سوئد                   | آزاد                 | بیشتر آزاد است.             | وضعیت خوب               | دمکراسی کامل         |
| سوئیس                  | آزاد                 | آزاد                        | وضعیت خوب               | دمکراسی کامل         |
| سوریه                  | غیر آزاد             | اطلاعاتی در دست نیست        | شرایط بسیار وخیم        | رژیم استبدادی        |
| تایوان                 | آزاد                 | بیشتر آزاد است.             | وضعیت رضایتبخش          | نقض دمکراسی          |
| تاجیکستان              | غیر آزاد             | خیلی غیر آزاد               | شرایط سخت               | رژیم استبدادی        |
| تانزانیا               | تا حدودی آزاد        | خیلی غیر آزاد               | مشکلات قابل توجه        | غیر یکدست            |
| تایلند                 | غیر آزاد             | نیمه آزاد                   | شرایط سخت               | غیر یکدست            |
| توگو                   | تا حدودی آزاد        | سرکوب شده                   | مشکلات قابل توجه        | رژیم استبدادی        |
| تونگا                  | آزاد                 | نیمه آزاد                   | مشکلات قابل توجه        | اطلاعاتی در دست نیست |
| ترانس‌نیستریا           | غیر آزاد             | اطلاعاتی در دست نیست        | اطلاعاتی در دست نیست    | اطلاعاتی در دست نیست |
| ترینیداد و توباگو      | آزاد                 | خیلی غیر آزاد               | وضعیت رضایتبخش          | نقض دمکراسی          |
| تونس                   | آزاد                 | خیلی غیر آزاد               | مشکلات قابل توجه        | نقض دمکراسی          |
| ترکیه                  | غیر آزاد             | نیمه آزاد                   | شرایط سخت               | غیر یکدست            |
| ترکمنستان              | غیر آزاد             | سرکوب شده                   | شرایط بسیار وخیم        | رژیم استبدادی        |
| تووالو                 | آزاد                 | اطلاعاتی در دست نیست        | اطلاعاتی در دست نیست    | اطلاعاتی در دست نیست |
| اوگاندا                | تا حدودی آزاد        | نیمه آزاد                   | شرایط سخت               | غیر یکدست            |
| اوکراین                | تا حدودی آزاد        | خیلی غیر آزاد               | مشکلات قابل توجه        | غیر یکدست            |
| امارات متحده عربی      | غیر آزاد             | بیشتر آزاد است.             | شرایط سخت               | رژیم استبدادی        |
| بریتانیا               | آزاد                 | بیشتر آزاد است.             | وضعیت رضایتبخش          | دمکراسی کامل         |
| ایالات متحده آمریکا    | آزاد                 | بیشتر آزاد است.             | وضعیت رضایتبخش          | نقض دمکراسی          |
| اروگوئه                | آزاد                 | نیمه آزاد                   | وضعیت رضایتبخش          | دمکراسی کامل         |
| ازبکستان               | غیر آزاد             | خیلی غیر آزاد               | شرایط بسیار وخیم        | رژیم استبدادی        |
| وانواتو                | آزاد                 | نیمه آزاد                   | اطلاعاتی در دست نیست    | اطلاعاتی در دست نیست |
| ونزوئلا                | غیر آزاد             | سرکوب شده                   | شرایط سخت               | رژیم استبدادی        |
| ویتنام                 | غیر آزاد             | خیلی غیر آزاد               | شرایط بسیار وخیم        | رژیم استبدادی        |
| کرانه باختری           | غیر آزاد             | اطلاعاتی در دست نیست        | شرایط سخت               | اطلاعاتی در دست نیست |
| صحرای غربی             | غیر آزاد             | اطلاعاتی در دست نیست        | اطلاعاتی در دست نیست    | اطلاعاتی در دست نیست |
| یمن                    | غیر آزاد             | اطلاعاتی در دست نیست        | شرایط بسیار وخیم        | رژیم استبدادی        |
| زامبیا                 | تا حدودی آزاد        | خیلی غیر آزاد               | شرایط سخت               | غیر یکدست            |
| زیمبابوه               | غیر آزاد             | سرکوب شده                   | شرایط سخت               | رژیم استبدادی        |